# Africallagma rubristigma
Africallagma rubristigma är en trollsländeart som först beskrevs av Schmidt 1951.  Africallagma rubristigma ingår i släktet Africallagma och familjen dammflicksländor. Inga underarter finns listade i Catalogue of Life.